# Росуле (община Пале)
Росуле (на сръбски: Росуље) е село в Босна и Херцеговина, разположено в община Пале, в ентитета на Република Сръбска. Населението му според преброяването през 2013 г. е 5 души, от тях: 5 (100 %) сърби.

## Население
Численост на населението според преброяванията през годините:
- 1961 – 97 души
- 1971 – 78 души
- 1981 – 28 души
- 1991 – 27 души
- 2013 – 5 души